# Umm Zajtuna
Umm Zajtuna (arab. أم زيتونة) – wieś w Syrii, w muhafazie Idlib. W 2004 roku liczyła 250 mieszkańców.